# María Blanchard
María Gutiérrez-Cueto Blanchard (Santander, 6 de marzo de 1881-París, 5 de abril de 1932) fue una pintora española considerada la mejor exponente entre las pintoras del cubismo.

## Biografía
Nació en el seno de una familia de la nueva burguesía montañesa, hija de Enrique Gutiérrez Cueto, natural de Cabezón de la Sal, y de Concepción Blanchard y Santiesteban, natural de Biarritz. La familia Gutiérrez Blanchard, tenía ya dos hijas cuando nació María, Aurelia, y Carmen; años más tarde nacería su otra hija Ana. Familia acomodada y culta; el abuelo paterno, Castor Gutiérrez de la Torre, fue el fundador de La Abeja Montañesa y su padre de El Atlántico, diario liberal que dirigió durante diez años mientras trabajaba en la Junta de Obras del Puerto.
Nació con un problema físico, a consecuencia de la caída que sufrió su madre embarazada al bajarse de un coche de caballos. Esta malformación resultante de una cifoescoliosis con doble desviación de columna, condicionaría parte de su vida. Como explicó su prima Josefina de la Serna, María «tan amante de la belleza, sufría con su deformidad hasta un grado impresionante». Por su parte, Ramón Gómez de la Serna, la describe «Menudita, con su pelo castaño despeinado en flotantes vuelos, con su mirada de niña, mirada susurrante de pájaro con triste alegría».
Animada por su familia, en 1903 viajó a Madrid para formarse en el estudio de Emilio Sala, cuya precisión en el dibujo y exuberancia en el color influirían en sus primeras composiciones. Al año siguiente muere su padre y toda la familia se traslada a Madrid, fijando su residencia en la calle Castelló n.º 7.
En 1906 pasó al estudió de Fernando Álvarez de Sotomayor y participó en la Exposición de la Real Academia de Bellas Artes de San Fernando. Dos años más tarde participó de nuevo, consiguiendo la tercera medalla de pintura con la obra Los primeros pasos. Ese año se traslada al taller de Manuel Benedito. La diputación y el ayuntamiento de Santander le concedieron unas becas que utilizaría para proseguir sus estudios en París.

### París
Emprendió el viaje a París en 1909, donde enseguida quedaría deslumbrada por  la libertad. Acudió a la academia Vitti a recibir las enseñanzas de Hermenegildo Anglada Camarasa y Van Dongen que orientaron su trabajo hacia el color y la expresión, dejando atrás las restricciones de la pintura académica en la que había iniciado su carrera. En la academia conoció y entabló estrecha amistad con Angelina Beloff, joven artista rusa, con la que en el verano de ese mismo año viajó a Londres y Bélgica, donde coincidió con Diego Rivera.
A la vuelta de su viaje, compartió piso en la vivienda y estudio en el n.º 3 de la rue Bagneux con Angelina y Diego. Al año siguiente (1910), acudió la academia de María Vassilief, pintora rusa que le dio a conocer el cubismo, y con la que llegaría más tarde a compartir estudio. Se presentó a la Exposición nacional de Bellas Artes con Ninfas encadenando a Sileno, obteniendo una segunda medalla, recompensa que llenará a María de satisfacción, puesto que significaba el reconocimiento a su talento. Al concluir su primera estancia en París, pasó una temporada en Granada, pero decidió regresar a París para solicitar otra beca a la Diputación y al Ayuntamiento de Santander intercediendo por ella Enrique Menéndez Pelayo; la Diputación le concedió 1500 pesetas para dos años. Volvió a París en 1912, instalándose en el barrio de Montparnasse, en el n.º 26 de la rue du Départ compartiendo casa y estudio con Diego Rivera y Angelina Beloff. En esta segunda estancia parisina contactó con el círculo de la vanguardia cubista, especialmente con Juan Gris y Jacques Lipchitz.

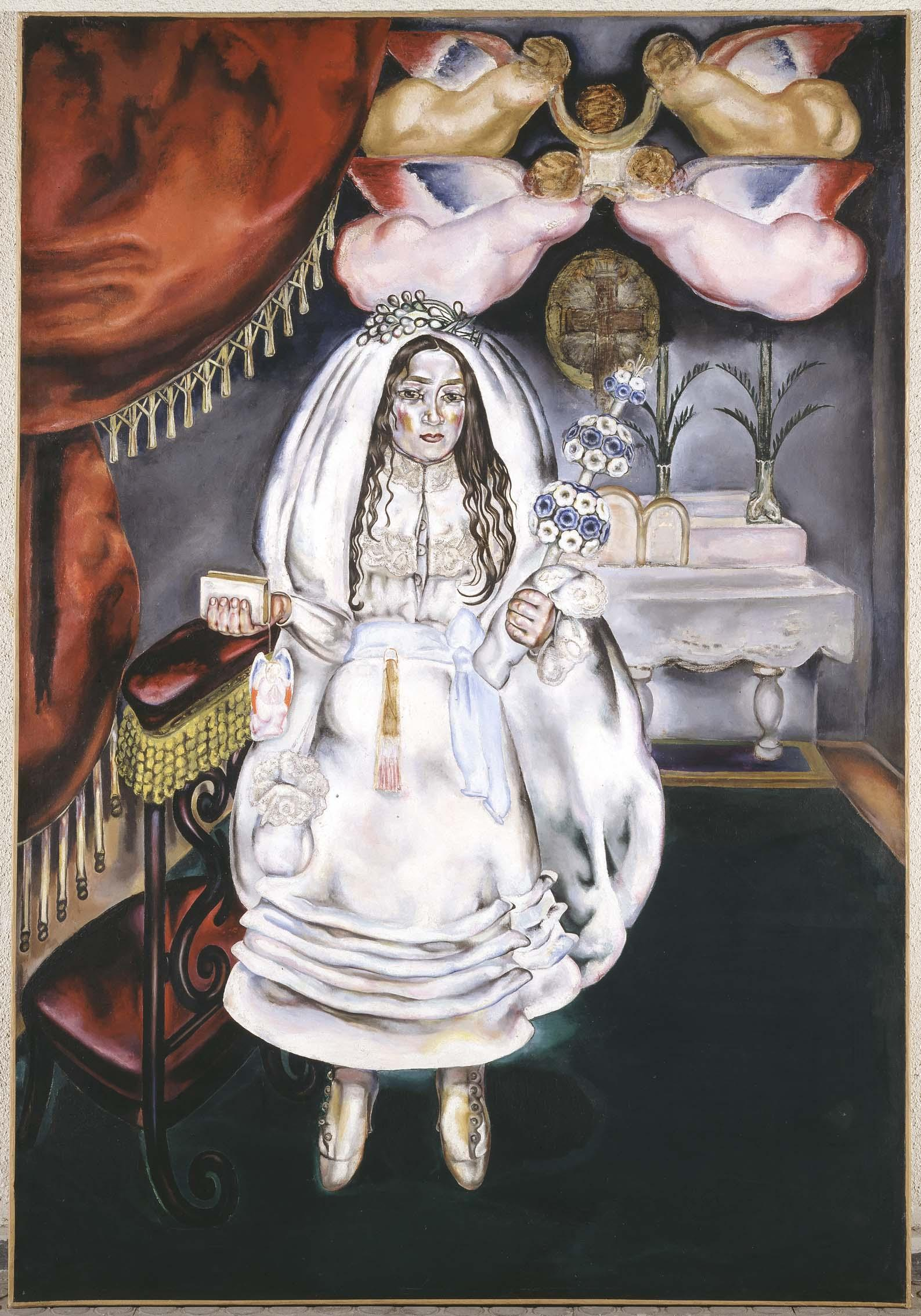
La comulgante, 1914. Óleo sobre lienzo, 180 x 124 cm. Madrid, Museo Nacional Centro de Arte Reina Sofía.

En 1915, entre los días 5 y 15 de marzo, Ramón Gómez de la Serna organizó en Madrid la exposición Pintores íntegros en el Salón de Arte Moderno de la calle del Carmen, en la que también expusieron Diego Rivera, Agustín Choco y Luis Bagaría; muestra que recibió todo tipo de burlas y protestas por parte del público y de parte de la crítica. Después, la pintora recibió la propuesta de asumir una cátedra de dibujo en Salamanca, y suele decirse que llegó a ejercer de profesora, pero lo cierto es que nunca llegó a pisar la ciudad. Tras esta estancia en España, María Blanchard decidió instalarse definitivamente en París (nunca regresó a su país). Ramón Gómez de la Serna fue testigo de su regreso: «María vivía en estudios abandonados, a los que no habían vuelto los que desperdigó la guerra y comenzó a pintar pieles cubistas, pucheros, maquinillas de moler café, especieros, botes, anatomía de las cosas, mezcladas a la anatomía de los seres. Yo la fui a visitar a una de aquellas casas de "otros" en las que las ropas colgadas en la desidia de no saber qué iba a pasar estaban colgadas fuera de los armarios». La pintora expuso en los siguientes años para importantes galeristas junto a Jean Metzinger y Lipchitz.

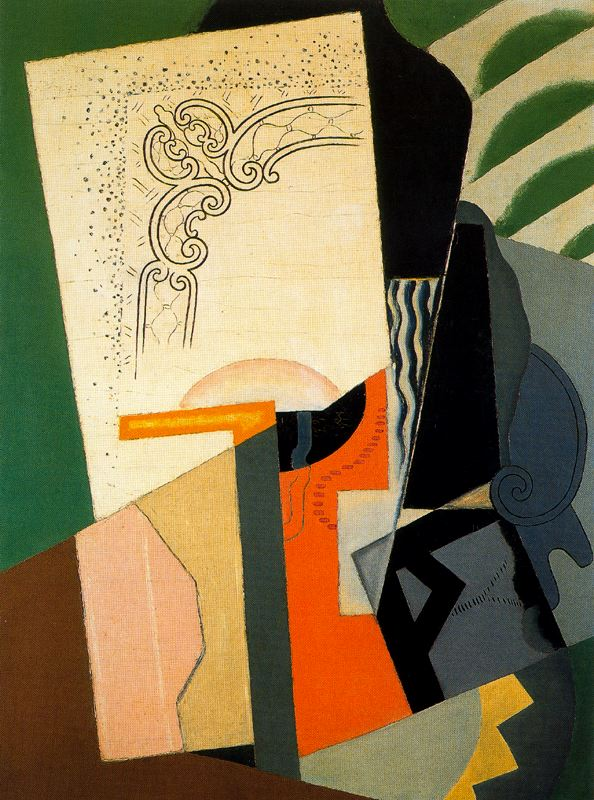
Composición cubista, 1916-1919. Óleo y collage sobre lienzo, 154 x 114 cm. Madrid, Museo Nacional Centro de Arte Reina Sofía.

Blanchard militó activamente en el cubismo, pero durante el período de entreguerras optó por la vuelta al arte figurativo, más cercano a su personalidad. Su paso por el cubismo le sirvió para transformar el uso del color y aportó a su obra posterior un enriquecimiento que le facilitó la extracción del rigor expresivo a sus figuras en los períodos siguientes. Nunca llegó a la total descomposición de la forma, característica del cubismo analítico, pero asumió la influencia cubista y la asimiló en su manufactura en forma de ricos colores. Son famosos varios de sus cuadros de esa época, como la "Mujer con abanico" (1916, Museo Nacional Centro de Arte Reina Sofía), "Naturaleza muerta" (1917, Fundación Telefónica) o "Mujer con guitarra" (1917, Museo Nacional Centro de Arte Reina Sofía), que presentan ejemplos del intenso estudio que realiza sobre la anatomía de las cosas, como señaló Gómez de la Serna, y del peso del color en su pintura. Tras esta etapa regresó a las técnicas figurativas sin abandonar la aportación de las vanguardias.

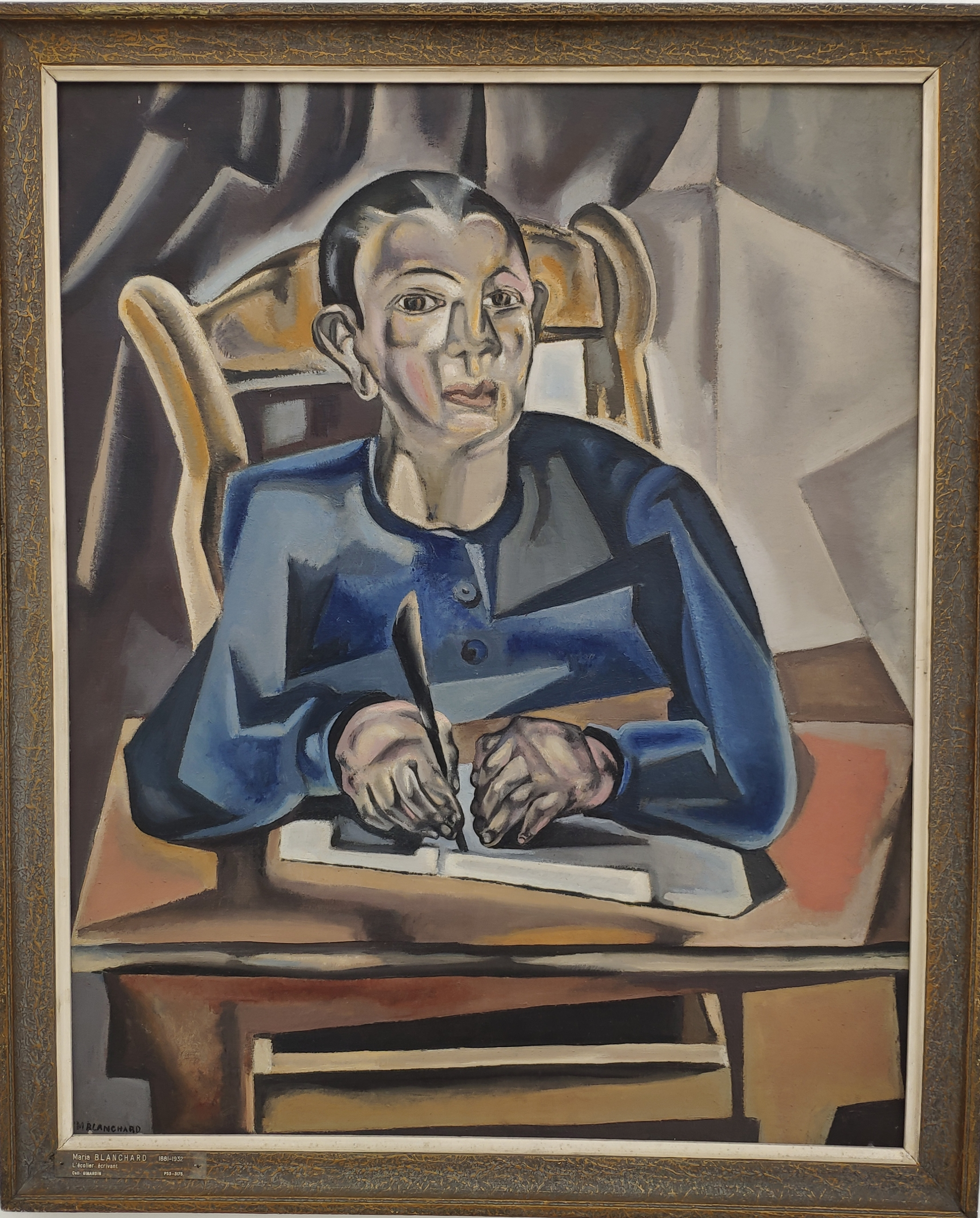
L'Écolier écribant (c. 1920), de María Blanchard. Museo de Arte Moderno de París.

Los efectos de la Primera Guerra Mundial provocaron cierta vuelta al orden que se inició en Italia, a través del grupo Valori Plastici, en Alemania a través de la Nueva objetividad y en los demás países europeos, a través de aportaciones individuales. Al grupo de artistas que surge en Francia, se les denominó Los evadidos del cubismo (en Tabarant) o los Tránsfugos del cubismo (en Vauxcelles).
María Blanchard, al igual que los otros pintores cubistas, siguiendo esa tendencia expuso en el Salón de los Independientes de París Nature morte, y L'Enfant au berceau, obras que ya figuran como propiedad de Léonce Rosenberg, marchante de la artista, sin embargo en 1920, rompieron su relación.
Expuso en la colectiva Cubismo y Neocubismo organizada por la revista Seléction en Bruselas donde contactó con el grupo de marchantes denominado Ceux de Demain formado por Jean Delgouffre, Frank Flausch y Jean Grimar, quienes se ocuparon de su obra años más tarde y constituyeron el círculo de amigos en cuyo entorno familiar se sentía segura.
Presentó en el Salón de los Independientes de París en 1921 tres pinturas y dos dibujos. Sin duda una de las tituladas Figure o Intérieur, que se conoce como La comulgante, obra que se considera iniciada en 1914 durante su estancia en Madrid, pero bien pudiera tratarse de una réplica, método de trabajo habitual de la artista. Con esta pintura, nombrada así en las cartas y escritos de Juan Gris y André Lhote, obtuvo un gran éxito de crítica. Este último, testigo directo de los hechos, lo reflejaba en el siguiente escrito: "La exposición de La Comuniante, constituye un suceso casi escandaloso, según frase de Maurice Raynal. No hay crítico de arte que no celebre en términos entusiastas esta revelación...".

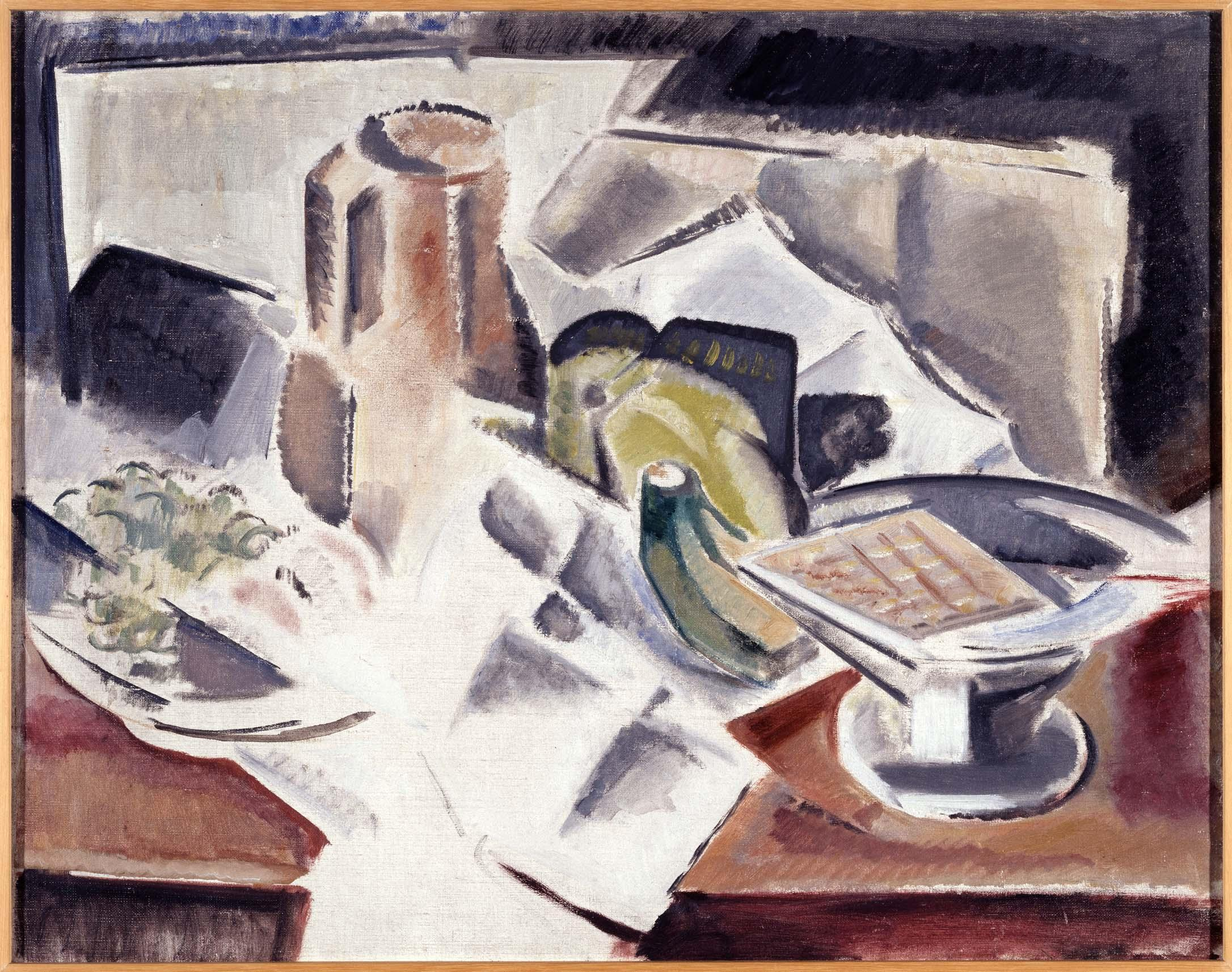
Nature morte (Naturaleza muerta), 1922. Óleo sobre lienzo, 63 x 81 cm. Madrid, Museo Nacional Centro de Arte Reina Sofía.

Diego Rivera partió definitivamente para México, sumiendo a Angelina Beloff en una profunda depresión que la distanció de María. Se instaló en una pequeña casa, en el número 29 de la Rue Boulard, cercana a las viviendas de André Lhote y de la familia Rivière. Gerardo Diego la conoció durante su estancia en París: "A mi me admiraba su clarividencia y su profundo sentido del arte y de la vida...". Se presentó de nuevo en el Salón de los Independientes de París en 1922 con dos obras La femme au chaudron y La femme au panier, obteniendo igualmente un gran éxito de crítica. Expuso veintiuna obras en la Galería Centaure de Bruselas entre el 14 y 25 de abril de 1923, organizada por Ceux de Demain; la presentación del catálogo corrió a cargo de su amigo y pintor André Lhote; las críticas no pudieron ser más elogiosas, con lo que se le abrió un importante mercado en Bélgica. Firmó un duro contrato con su marchante Lheon Rosemberg, lo que le supuso una cierta seguridad económica. Expuso por última vez en el Salón de los Independientes de París mostrando cuatro pinturas, Portrait, Portrait, Femme assise y Le buveur.

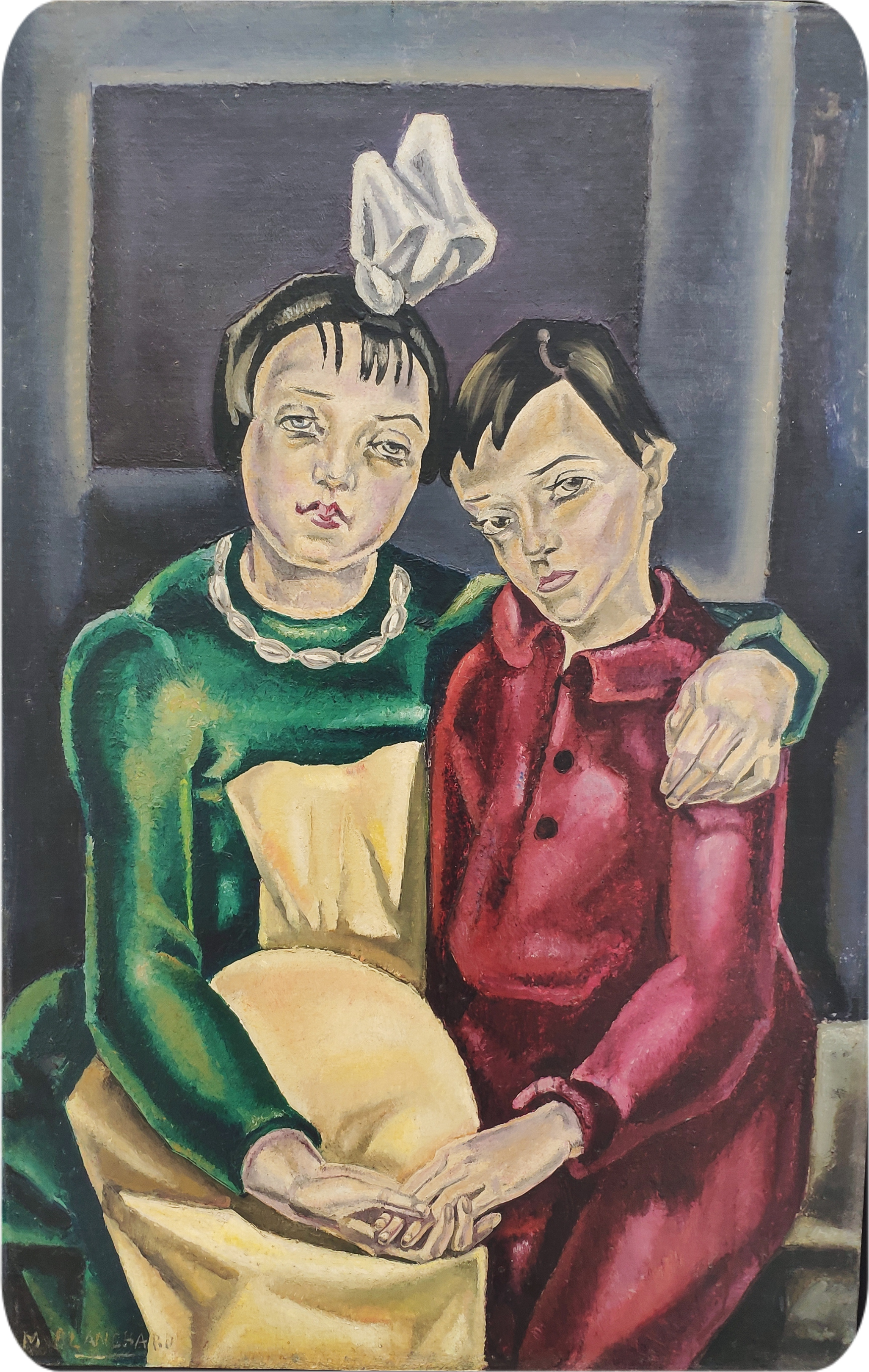
Las dos huérfanas, c. 1923. Museo de Arte Moderno de París

Distanciada de Juan Gris desde hacía unos años, su muerte le provocó un gran dolor, que se transformó en un abatimiento general y un grave estado depresivo. Buscó consuelo en la religión apoyándose en el consejo del padre Alterman, al que conocía a través de amigos comunes. Es una etapa de misticismo, de entrega religiosa, que le movió a pensar en entrar a un convento, algo de lo que fue disuadida por el propio padre Alterman. A pesar de sus crisis religiosas personales, María siguió pintando incansablemente.
Su primo, Germán Cueto, escultor, se instaló por iniciativa de la pintora en París junto a su esposa, la tapicera Dolores Velázquez y sus dos hijas pequeñas. Esta familia fue un alivio para su soledad y María volcó en las pequeñas Ana y Mireya, a las que retrató en varias obras, todo su amor maternal. Vivía entonces en París otra prima, Julia a la que apodaban La Peruana. Logró así crear un cierto entorno familiar. Expuso de nuevo en la Galería Centauro de Bruselas, realizando un magnífico estudio de su obra el crítico Waldemar Georges.

María trabajó incansablemente, pese a encontrarse ya enferma, y en un estado de abandono físico tal y como nos describe Isabel Rivière: «Llevó durante años y años un vestido horrible de enormes cuadros amarillos y verdes del que no logramos que se deshiciera ni con las artimañas más sutiles ni con los ataques más directos... Cuando intentábamos insinuar, sin concederle mayor importancia, que verdaderamente el negro era lo que mejor le sentaba, contestaba con una sonrisa suplicante y zalamera de niña a la que quisieran quitar un caramelo: "Me gusta tanto arreglarme".

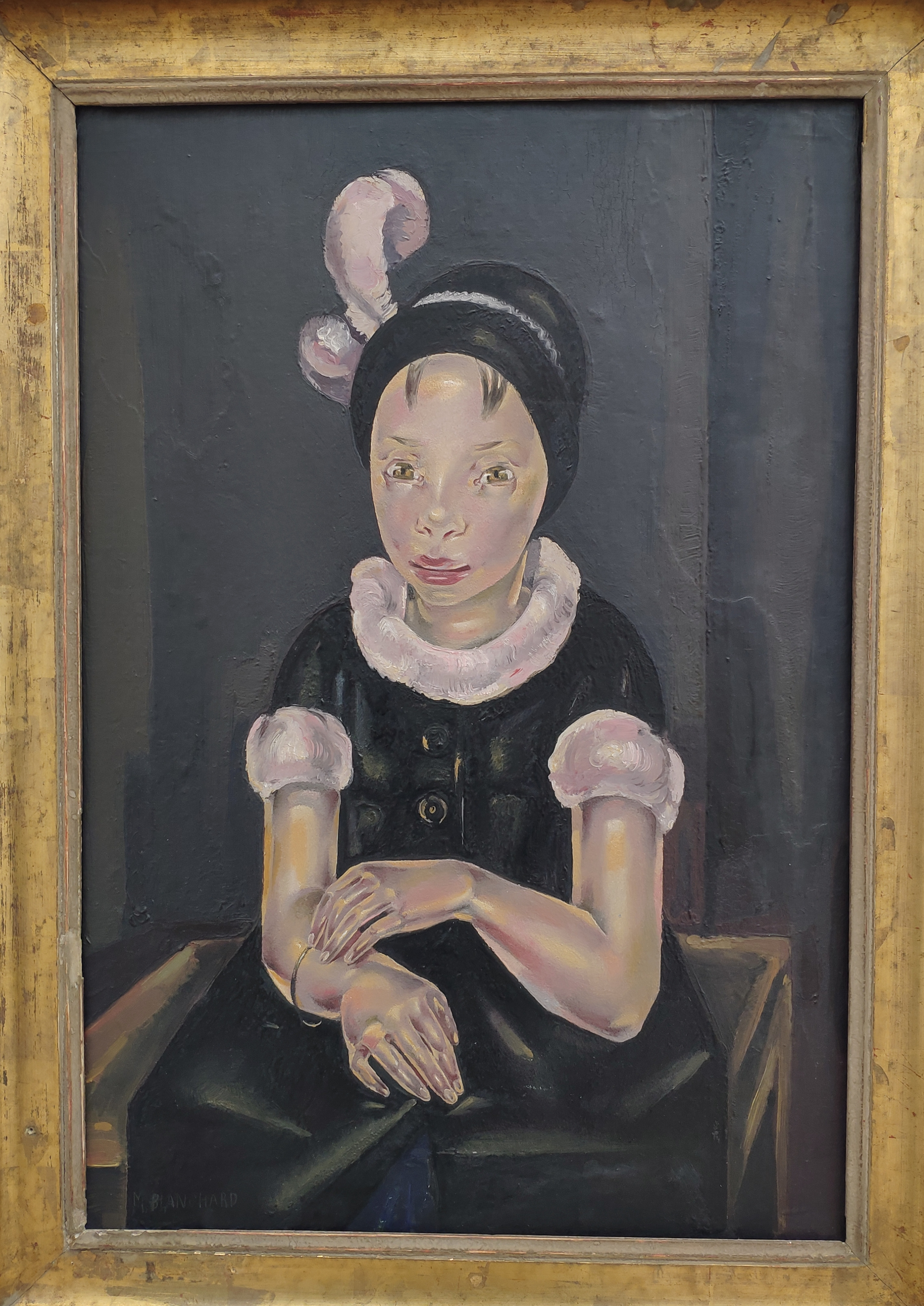
Fillette en noir et rose (c. 1926). Museo de Arte Moderno de París.

Su hermana Carmen se trasladó con su esposo Juan de Dios Egea, diplomático y con sus tres hijos pequeños a París en 1929, lo que constituyó una pesada carga para María. Además, sus hermanas Ana y Aurelia pasaron largas temporadas con ella. Esta sobrecarga familiar, aunque rodeaba de amor a la artista, le supuso además un gran esfuerzo económico, que melló su ánimo y su salud. María vivió momentos de angustia. Agobiada económicamente, sintió sobre sí el peso de la enfermedad y la sobrecarga familiar; sus hermanas, ajenas al drama que estaba viviendo, pensaron incluso en enviarle a su madre, algo contra lo que se rebeló la artista: "...Tengo cuatro bocas que alimentar, yo enferma, son cinco, ¿Quieres más?..." María mandó empeñar los objetos de plata de la familia que conservaba para hacer frente a la nueva situación familiar. A pesar de su estado de salud, viajó a Bruselas y posteriormente a Londres. Expuso en la galería Vavin de París. Pintó San Tarcisio, de profundo y auténtico sentido religioso. El 26 de mayo de 1930, Paul Claudel visitó su estudio, quedando impactado por ese cuadro al que dedicó en 1931 una poesía.

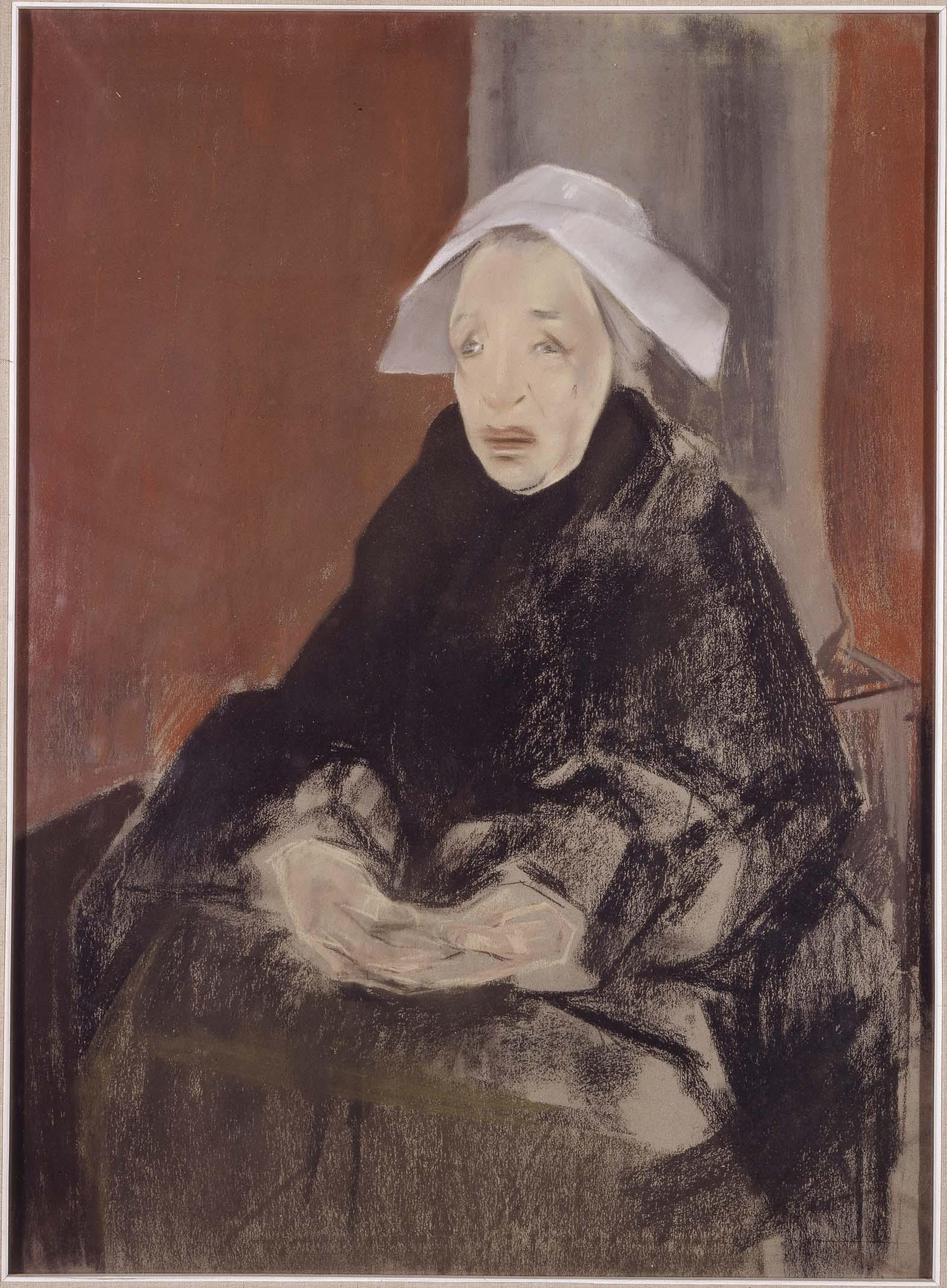
La bretonne (La bretona), 1928-1930. Pastel sobre papel pegado a un cartón sobre lienzo. Madrid. Museo Nacional Centro de Arte Reina Sofía.

Fue seleccionada para participar en la muestra de arte francés que recorre varias ciudades de Brasil y para la exposición de Pintores Montañeses que se celebró en el Ateneo de Santander y que abrió sus puertas en agosto.
Blanchard se sintió agotada física y psíquicamente. Gómez de la Serna relata este momento: «María, fuerte en su estatura contrahecha, ha minado su naturaleza, que cae enferma con una enfermedad de consunción que no hay quién pueda atajar». "Si vivo voy a pintar muchas flores", fueron sus últimas palabras de deseo artístico, pero el 5 de abril de 1932, cuando los trenes azules del Sur llegaban llenos de flores, murió la más grande y enigmática pintora de España".
Fue enterrada en el cementerio de Bagneux, acompañándola en su último viaje, Francisco Pompey, André Lhote, César Abín, Angelina Beloff, Isabelle Rivière y parte de su familia; y junto a ellos un buen número de indigentes y vagabundos a los que la artista había auxiliado a lo largo de muchos años.
En la necrológica publicada en L'Intransigeant puede leerse: 

La artista española, ha muerto anoche, después de una dolorosa enfermedad. El sitio que ocupaba en el arte contemporáneo era preponderante. Su arte, poderoso, hecho de misticismo y de un amor apasionado por la profesión, quedará como uno de los auténticos artistas y más significativos de nuestra época. Su vida de reclusa y enferma, había por otro lado contribuido a desarrollar y a agudizar singularmente una de las más bellas inteligencias de ese tiempo.

Al enterarse Federico García Lorca de su deceso pronunció en ese mismo año una conferencia en el Ateneo de Madrid organizada por Clara Campoamor, Concha Espina y Ramón Gómez de la Serna con el título Elegía a María Blanchard.

## Cronología
- 1881 - El día 6 de marzo nace en Santander, María Gutiérrez-Cueto Blanchard.
- 1891 - María Blanchard estudia dibujo y pintura con su padre.
- 1893 - Catástrofe santanderina por la explosión del Cabo Machichaco.
- 1898 - Desastre colonial español.
- 1899 - María Blanchard se traslada a Madrid para estudiar pintura.
- 1903 - María Blanchard es discípula de Emilio Sala, Sotomayor y Benedito.
- 1908 - María Blanchard obtiene tercera medalla en la Exposición Nacional por su cuadro Los primeros pasos. Solicita de la Diputación de Santander una beca para estudiar en París. Veraneo en Ucieda.
- 1909 - María Blanchard estudia en París con Hermen Anglada Camarasa.
- 1910 - María Blanchard obtiene segunda medalla en la Exposición Nacional con su cuadro Ninfas encadenando a Sileno.
- 1913 - María Blanchard regresa a Madrid. Comparte con el pintor mexicano Diego Rivera un estudio en la casa de su madre en la calle de Goya. Veraneo en Cabezón de la Sal.
- 1914 - María Blanchard conoce al lituano Jacques Lipchitz.
- 1915 - María Blanchard participa en la Exposición de Pintores Íntegros que organiza en Madrid Ramón Gómez de la Serna; su cuadro Venus de Madrid produce escándalo entre los académicos. Viaje a Granada. Posible primera composición cubista. Lipchitz le escribe desde París.
- 1916 - María Blanchard acepta la cátedra de dibujo en la Universidad de Salamanca pero nunca llega a ir, su hermana Aurelia envía la renuncia en su nombre. Pinta Composiciones cubistas.
- 1917 - María Blanchard vuelve a París. Bodegones cubistas. Se relaciona con todos los artistas y expone mucho, se convierte en una teórica y la única mujer que hace Cubismo analítico. Asiste a la Academia de María Vassilieff y recibe clase de Kees Van Donguen que la acerca al Fauvismo.
- 1918 - María Blanchard hace amistad con Juan Gris a través de Lipchitz. Amistad con Lhote.
- 1919 - María Blanchard decide no volver a España.
- 1920 - María Blanchard triunfa en el Salón de Independientes con su cuadro Communiante. La idea de presentar el cuadro es en el último momento de su amigo y protector Andre Lhote. El marchante Rosemberg le compra toda su producción cubista.
- 1921 - María Blanchard, La Fresnaye y Lhote inician el neocubismo.
- 1922 - María Blanchard conoce a Gerardo Diego en casa de Juan Gris.
- 1923 - María Blanchard expone en Bruselas (Ceux de Demain). El éxito le abre las puertas del mercado belga.
- 1927 - Crisis religiosa de María Blanchard, de exacerbado catolicismo. Libro de Waldemar George.
- 1931 - María Blanchard se siente enferma en su estudio de la rue Boulard 29. Paul Claudel le dedica el poema "Saint Tarsicius", desde Washington.
- 1932 - El día 5 de abril muere María Blanchard en París. Gómez de la Serna anuncia su fallecimiento como el de la más grande y enigmática pintora de España.

## Premios y reconocimientos
- Un centro educativo de Getafe (Madrid) lleva su nombre.[4]
- 2018 La Asociación “Herstóricas. Historia, Mujeres y Género” y el Colectivo “Autoras de Cómic” creó un proyecto de carácter cultural y educativo para visibilizar la aportación histórica de las mujeres en la sociedad y reflexionar sobre su ausencia consistente en un juego de cartas. Una de estas cartas está dedicada a Blanchard.[12][13]
- 2022 En Santander se realizó un homenaje a María Blanchard en conmemoración del 90 aniversario de su fallecimiento. Para el verano se programó una serie de eventos en la Universidad de Santander con invitados y estudiosos de su obra con el objeto de rendir homenaje a la artista.[14]
- 2022 Elegida una de las ocho mujeres influyentes con sello oficial de Correos.[15]
- 2022 Exposición en realidad virtual sobre su obra.[16]
- En 2023 su obra fue incluida en la exhibición "Maestras" en el Museo Nacional Thyssen Bornemisza que recopiló más de un centenar de obras realizadas por artistas mujeres olvidadas en la historia del arte.[17]